# Overland Airways
Overland Airways — авіакомпанія Нігерії зі штаб-квартирою в місті Ікеджа (Лагос), що працює у сфері регулярних та чартерних пасажирських перевезень аеропортів всередині країни.
Портом приписки авіакомпанії є Міжнародний аеропорт імені Муртали Мухаммеда, головним транзитним вузлом (хаба) перевізника виступає міжнародний аеропорт імені Ннамді Азіківе в Абуджі.

## Історія
Overland Airways була заснована 26 листопада 2003 року.
У березні 2007 року штат авіакомпанії налічував 120 співробітників.
У 2007 році Overland Airways пройшла процедуру перереєстрації в Управлінні цивільної авіації Нігерії (NCAA), задовольнивши тим самим вимоги державного органу про необхідність рекапіталізації та повторної реєстрації всіх нігерійських авіакомпаній до 30 квітня 2007 року.

## Маршрутна мережа

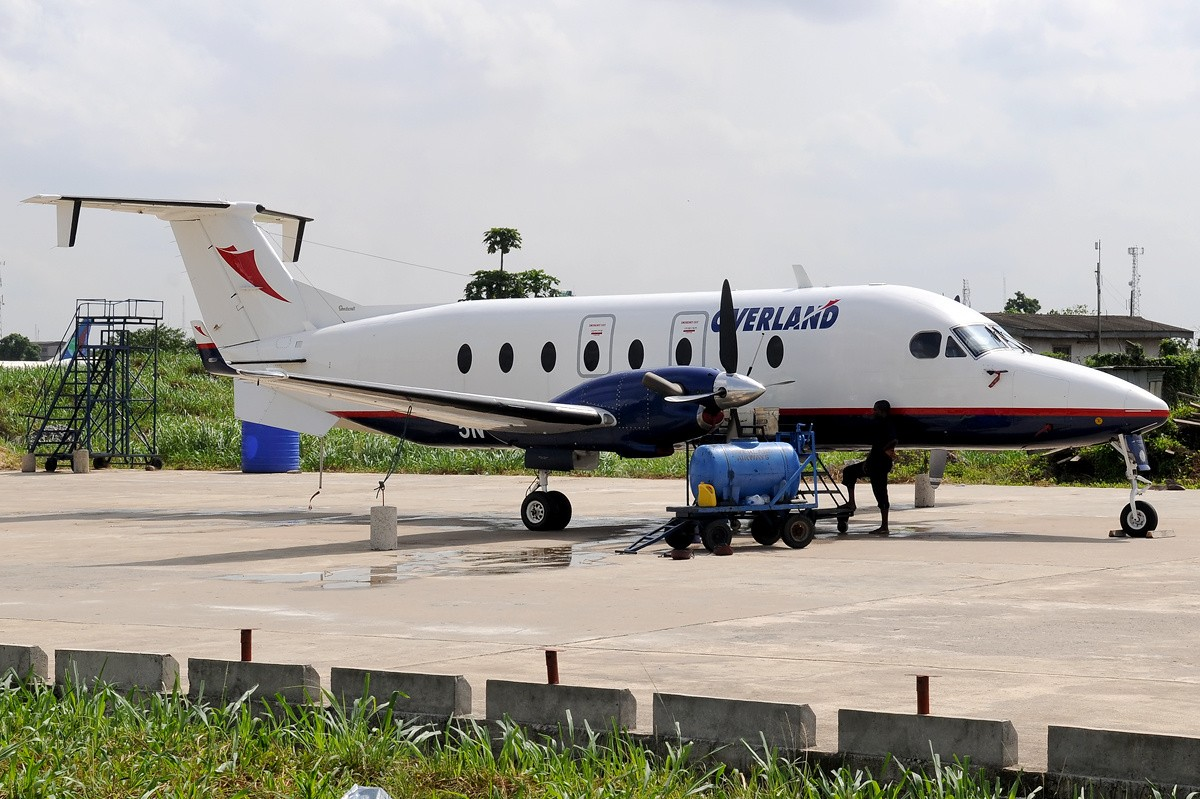
Beechcraft 1900D авіакомпанії Overland Airways в міжнародному аеропорту імені Муртали Мухаммеда

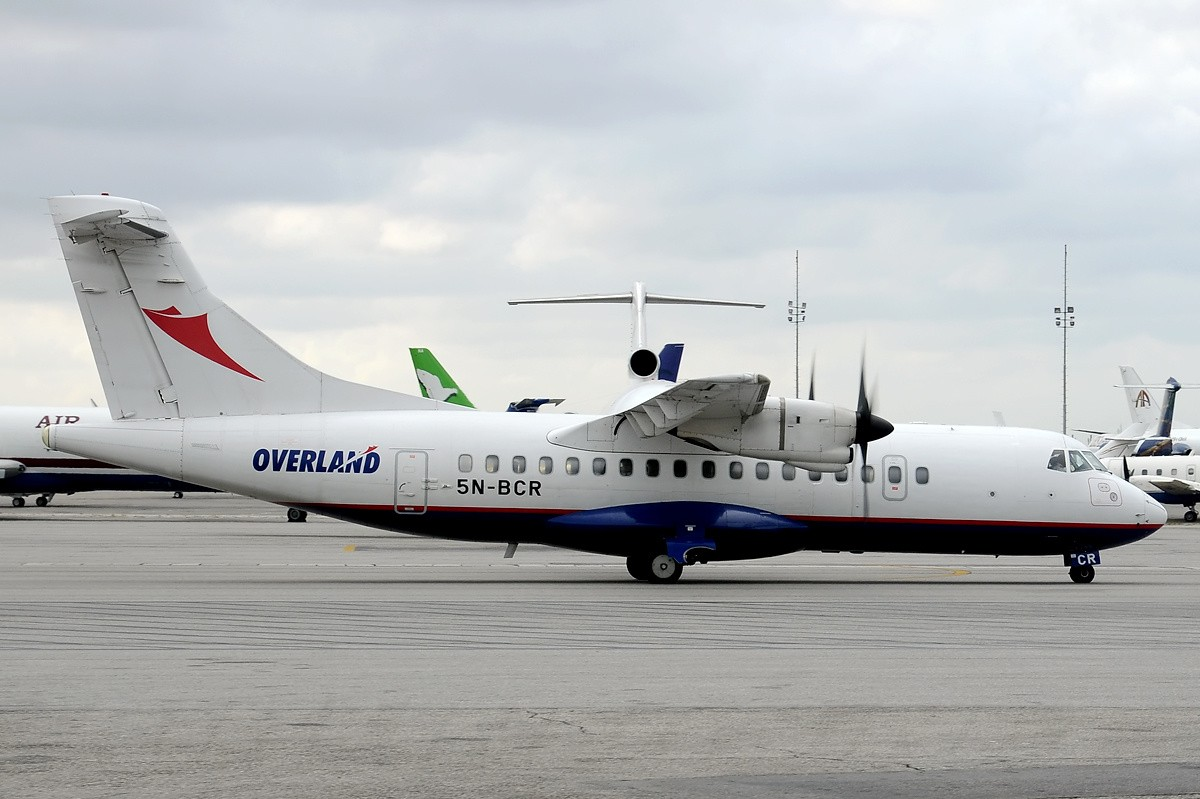
ATR-42-320 авіакомпанії Overland Airways в міжнародному аеропорту імені Муртали Мухаммеда

У січні 2010 року маршрутна мережа регулярних перевезень авіакомпанії Overland Airways включала в себе наступні пункти призначення:
- Абуджа — міжнародний аеропорт імені Ннамді Азіківе
- Асаба — міжнародний аеропорт Асаба
- Ібадан — аеропорт Ібадан
- Ilorin — міжнародний аеропорт Ilorin
- Лагос — Міжнародний аеропорт імені Муртали Мухаммеда

## Флот
Станом на 30 грудня 2008 року повітряний флот авіакомпанії Overland Airways складали наступні літаки:
- 2 ATR 42-320
- 3 Raytheon Beech 1900D
- 1 Saab 340A